# Gnophos dumetata
Gnophos dumetata is een vlinder uit de familie spanners (Geometridae). De wetenschappelijke naam is voor het eerst geldig gepubliceerd in 1827 door Treitschke.
De soort komt voor in Europa.